# دقيقة دافئة مائية أحادية الخلية
دقيقة دافئة مائية أحادية الخلية (الاسم العلمي: Tepidimonas aquatica) هي نوع من البكتيريا، سلبية الغرام، تتبع جنس الدقائق دافئة أحادية الخلية.